# America (Band)
America ist eine US-amerikanische Folk-Rock-Band, die in London von den US-Künstlern Dewey Bunnell, Dan Peek und Gerry Beckley gegründet wurde. Den größten kommerziellen Erfolg erzielte die Gruppe Anfang der 1970er Jahre. Zu bekannten Hits zählen A Horse with No Name, You Can Do Magic, Ventura Highway, Sister Golden Hair und The Last Unicorn.

## Bandgeschichte
Die Gruppenmitglieder Dewey Bunnell, Dan Peek und Gerry Beckley, alle drei Sänger und Akustikgitarristen, waren Kinder von in England stationierten US-Soldaten der United States Air Force. Sie hatten sich 1967 auf der Central High School in London kennengelernt und sammelten erste Bühnenerfahrungen in Gruppen der Londoner Szene. So spielte das Trio regelmäßig in The Roundhouse. 1969 formierten sie sich zu einem Projekt namens Daze, ursprünglich ein Folk-Rock-Quintett, das bald zum Trio wurde. Die Schule hatten sie 1970 beendet.
Unter dem Namen America bekam die Band, vermittelt durch den Discjockey Jeff Dexter, einen Plattenvertrag mit Warner Brothers Records. Das mit zwei Akkorden harmonisierte und mit einem triolischen Begleitrhythmus gespielte Lied A Horse with No Name, 1971 von Dewey Bunnell in London verfasst und aufgenommen und im Januar 1972 von Warner Brothers veröffentlicht, war auch ihre erste Single. Sie erreichte Platz 3 der britischen und Platz 1 der US-amerikanischen Hitparade. Das erste Album, America, kam in Großbritannien auf Platz 14, in den USA stieß es wie die Single auf die Spitzenposition vor.
Im Februar 1972 spielte die Band im Vorprogramm der Everly Brothers während einer Nordamerika-Tournee.
Ventura Highway, die erste Single vom zweiten Album Homecoming (1972), wurde ebenfalls ein Hit mit Millionenumsätzen und Platz 8 in den US-Charts. America gewann 1973 einen Grammy Award in der Kategorie Best New Artist. Homecoming war in den USA sehr erfolgreich, in England etwas weniger.
Das dritte Album Hat Trick blieb hinter den Erwartungen zurück. Dessen Stück Muskrat Love, das die Gruppe bereits 1971 aufgenommen hatte, wurde als Single ausgekoppelt, erreichte aber lediglich Platz 67 der US-Charts. Das vierte Album Holiday (wie die folgenden sechs Alben mit George Martin als Produzenten) brachte America mit den beiden Hitsingles Tin Man Platz 4 und Lonely People Platz 5 der US-Charts wieder auf die Erfolgsspur.
Das nächste Album Hearts (1975) enthielt den zweiten US-amerikanischen Nummer-eins-Hit der Band, Sister Golden Hair. Das Album Hideaway von 1976 war dagegen nicht sehr erfolgreich. Dan Peek verließ 1977 die Gruppe und wurde nach einer überstandenen Alkohol- und Drogensucht als „wiedergeborener Christ“ Anhänger der Erweckungsbewegung in der musikalischen Glaubensverkündigung tätig. Das verbleibende Duo Beckley und Bunnell brachte in den späten 1970ern und am Anfang der 1980er nur noch wenig beachtete Alben heraus. Die beiden hatten nach zweijähriger schöpferischer Pause 1979 mit drei weiteren Bandmitgliedern das Album Silent Letter aufgenommen. Wie dieses war auch das Folge-Album Alibi wenig erfolgreich.
1982 gelang ein Comeback: Das von dem britischen Sänger Russ Ballard geschriebene Stück You Can Do Magic aus dem Album View from the Ground erreichte Platz acht der US-Charts. Das ebenfalls von Russ Ballard geschriebene Stück The Border kam 1983 auf Platz 33 in den US Single Charts und war seither der letzte Singlehit für America in den USA. Beide Singles hatte Ballard auch produziert, bei der Produktion von Your Move (1983) übernahm er die alleinige Regie. Speziell in Deutschland war America mit dem von Jimmy Webb komponierten Soundtrack zum Zeichentrickfilm Das letzte Einhorn (The Last Unicorn) nach dem US-amerikanischen Autor Peter S. Beagle Anfang 1984 erfolgreich.
Nachdem es um die Band in den späten 80er und 90er Jahren etwas ruhiger geworden war, erschien Anfang 2007 das sechzehnte Studioalbum Here and Now auf SonyBMGs neuem Label Burgundy Records. Unter Mitwirkung bekannter Gastmusiker wie Ryan Adams und Ben Kweller entstanden zwölf Songs, die sowohl von Kritikern als auch von der Fangemeinde positiv aufgenommen wurden. Um ein möglichst breites Publikum zu erreichen, wurde dem Album eine Bonus-CD mit einem aktuellen Livemitschnitt beigefügt: Innerhalb der Reihe XM’s Then Again des amerikanischen Senders XM Radio wurde hierfür das komplette Album History: America’s Greatest Hits live gespielt. Die Gruppe tourt weiterhin mehrere Monate im Jahr überwiegend durch die Vereinigten Staaten. Zuletzt erschien z. B. eine Live-DVD mit einer Konzertaufzeichnung.
Dan Peek starb am 24. Juli 2011 im Alter von 60 Jahren in seinem Zuhause in Farmington, Missouri, an den Folgen einer Herzbeutelentzündung.
Im September 2024 debütierte America mit dem Live-Album Live from the Hollywood Bowl 1975 in zwei Billboard-Charts. Auf der Classical Crossover Albums-Liste landet das Album auf Platz 2 und auf der Classical Albums-Liste erreicht es Platz 8, wobei es hier das zweithöchste Debüt darstellte. Das Live-Album entstand aus einem Konzert, das unter der Leitung von George Martin mit einem Symphonieorchester aufgenommen wurde.

## Diskografie
StudioalbenAmerica (Band)/Diskografie

## Auszeichnungen
RSH-Gold
- 1995: in der Kategorie „Kultband des Jahres“[13]